# Търнак
Търна̀к е село в Северозападна България. То се намира в община Бяла Слатина, област Враца.

## География
Село Търнак се намира на 8 км югоизточно от град Бяла Слатина. Разположено е сред равнина по двата бряга на р. Гостиля, която изтича от изворите в района на Търнак и се влива като ляв приток на р. Искър. Граничи на изток със село Лазарово, на запад – с гр. Бяла Слатина и на север с гр. Кнежа. Разстоянието от селото до столицата София е 150 км.

## История
Районът на Търнак е богат с исторически паметници и останки от стари селища. В цялото землище на селото се издигат повече от двадесет тракийски надгробни могили от бронзовата и желязната епоха. Те показват не само съществуването на тракийски селища през тези епохи, но и земевладелски имения на родовата тракийска аристокрация. Сведения за това дават изобилните находки от римска керамика, глинени лампи, римски монети и др.
За село Търнак има данни, че е съществувало още през турско време. В миналото е било разположено на изток, в местността Аира. Селището Търнак в местността Аира е заварено от турските поробители като войнишко. През българското средновековие войнишки статут са имали села, които са давали на царя войници. Тъй като западно от днешното Търнак минава Островският раннобългарски окоп, се предполага, че селището е основано още в началото на VIII век като селище, което е давало бойци за охрана на Окопа.
През годините Търнак е имал и друго име – Пчелина. Впоследствие селото се измества на запад, по течението на река Гостиля, където се намира и днес.
Легендите разказват, че селото е създадено от овчари преди 250 години, които си направили кошари от трънак. Съществува и друга легенда, според която по време на турското владичество Тренда, Камен и техния син Дако се заселват в района, бягайки от турците. Те си правят землянка между търнака, от което идва сегашното име на селото.

## Население
Преброяване на населението през 2011 г.
Численост и дял на етническите групи според преброяването на населението през 2011 г.:
|                     | Численост | Дял (в %) |
| Общо                | 1408      | 100,00    |
| Българи             | 749       | 53,19     |
| Турци               | 7         | 0,49      |
| Цигани              | 169       | 12,00     |
| Други               | 3         | 0,21      |
| Не се самоопределят | 5         | 0,35      |
| Неотговорили        | 475       | 33,73     |

## Религии
Православно християнство. В миналото в селото са живели и помаци, които се изселили на юг след 1876 година. Към 1893 година в селото са останали само 131 помаци.

## Икономика
Земеделие и животновъдство.
На територията на село Търнак има регистрирани земеделски производители в областта на билкарството и пчеларството. Видовете билки, които се развиват успешно при почвено-климатичните условия в Търнак, са мента, лайка, градински чай, маточина и валериана.
В селото се намира и фармацевтичния завод „Милве“, в който работят и част от жителите на Търнак.

## Културни и природни забележителности
На територията на селото се намират: основно училище „Георги Стойков Раковски“, филиал на ЦДГ „Детелина“ и читалище „Васил Левски 1899“ – с два детски танцови състава, певческа група и библиотека. В 1884 година е завършена църквата „Света Параскева“. Зографията в нея е дело на дебърския майстор Велко Илиев. Църквата е обявена за архитектурен паметник на културата.
Край селото се намира местността Аира, чието име идва от една легенда. Според древни предания Аира е девойка, дъщеря на турчина Хаджи Осман. Тя била влюбена в овчарче-християнин, което направило любовта между тях невъзможна. Тази забранена любов била „осъдена“ от всички техни съселяни. Поради хорската ненавист, Аира се самоубива и така дава името си на местността.
През 2010 година село Търнак е удостоено със „Златен печат за уникално европейско селище с културно и историческо значение“.

### Редовни събития
Съборът на селото е в късната есен, през ноември – на Архангеловден.
Фолклорен фестивал „Ехо от Търнак“ провежда се всяка година в началото на месец юли

## Личности
- Дако Даковски – един от първите кинорежисьори, създател на незабравими български филми – „Под игото“, „Калоян“, „Стубленските липи“, „Неспокоен път“ и др.
- Никола Спиридонов – български шахматист, р. 1938 г.
- Елена Йотова – фотограф, една от първите жени фотографи
- Илия Илиев – художник
- Проф. Павел Каменов – преподавател по ядрена физика в СУ „Св. Климент Охридски“, гр. София
- доц. Росица Коцева – вирусолог
- Петър Доневски – писател, общественик, бивш инспектор към Министерство на земеделието
- д-р Бисер Борисов – главен асистент в Медицински университет, гр. Плевен
- Цвета Стоянова – художник, дизайнер

## Други
Транспортните връзки на с. Търнак са с автобуси, пътуващи по линията от/до гр. Бяла Слатина – гр. Червен бряг и по линията Етрополе – Козлодуй.